# Sami al-Džabir
Sami al-Jaber (arapski: سامي الجابر‎; Sami Abdullah al-Džabir, Rijad, Saudijska Arabija, 11. prosinca 1972.) saudijskije nogometni trener i bivši nogometaš.

## Karijera

### Al-Hilal
Al-Jaber se često navodi kao najpoznatiji igrač Al-Hilala, nakon što je proveo gotovo 20 godina u klubu. Klubu se pridružio u dobi od 15 godina, a tijekom dva desetljeća kao igrač, pomogao im je osvojiti 6 naslova prvaka, 6 kraljevskih kupova i 2 azijske Lige prvaka. Bio je najbolji strijelac u Saudijskoj Premier ligi dva puta (u 1989. – 1990. i 1992. – 1993.).
Posljednju utakmicu za Al-Hilal odigrao je 21. siječnja 2008. godine, u prijateljskoj utakmici protiv Manchester Uniteda u kojoj je postigao pogodak za pobjedu 3:2.

### Wolverhampton Wanderers
U Wolverhamptonu je igrao kratko tokom 2000. i 2001. godine odigrao je samo četiri utakmice i nije postigao nijedan pogodak.

## Reprezentativna karijera
Za Nogometnu reprezentacija Saudijske Arabije al-Džabir je odigrao 156 utakmica i postigao 46 pogodaka tijekom 14-godišnje karijere. Nastupio je na četiri Svjetska prvenstva, 1994., 1998., 2002. i 2006. godine.

## Vanjske poveznice
- FIFA statistika  Arhivirana inačica izvorne stranice od 2. studenoga 2012. (Wayback Machine)